# Señor de los Milagros (Chilca)
El Señor de los Milagros es una imagen de Cristo en la cruz que concita una gran devoción en el Perú y el mundo. Particularmente en el distrito de Chilca, en la Provincia de Huancayo, se festeja al Señor en el mes de octubre, con procesiones, la celebración de misas y la venta de artículos devocionales, aunque las actividades se programan días antes de comenzar el mes. La imagen reposa durante todo el año en la Parroquia "El Buen Pastor" de Chilca.

## Historia
Los inicios del culto al Cristo Moreno en Chilca hacen referencia a la década de los 70, con las familias Vilcahuamán y Raez, quienes tenían la idea de formar una institución para venerar y difundir la fe al Señor de los Milagros. Es así que agrupados con un grupo de vecinos y con el apoyo del párroco de aquel entonces, el Padre Max Cuadros, fundaron oficialmente la Hermandad un 30 de octubre de 1975, tomando como sede la Capilla "El Buen Pastor". El primer lienzo de nuestro Señor fue pintado por el Profesor Cassana, en agradecimiento por el milagro obrado en su hija quien luego de años pudo volver a caminar, y es por eso que el cuadro lleva inscrito el nombre de la niña "Graciela Cassana".
Al año siguiente, el 30 de octubre de 1976 se lleva a cabo la primera procesión pública del sagrado lienzo, que en ese entonces no tenía a la Virgen de la Nube. Fue llevado sobre un triciclo y recorrió la vuelta a la manzana del templo. Casi una década después, uno de los vecinos del distrito, Don Carlos Raez Vilcahuamán, pintó los actuales lienzos del Señor  de los Milagros y la Virgen de la Nube en el Santuario de las Nazarenas de Lima, llegando tiempo después a Huancayo y siendo recibidos con gran alegría por la feligresía del distrito. además de ser bendecidos en una ceremonia especial en la que participaron las principales autoridades civiles, militares y religiosas de aquel entonces. Estos lienzos salieron por primera vez en el año 1985, y son los que en la actualidad siguen recorriendo e impartiendo bendiciones al pueblo católico de Chilca. Cabe resaltar que estos hermosos cuadros son los de mayor altura en todo el Perú, llegando a medir los 3 metros de alto.
Aproximadamente en la década del 2000, se bendijo la nueva anda de nuestro Señor la cual fue confeccionada a similitud del anda del Señor de los Milagros de Huancayo, pues contaba también con enchapados de oro y plata, además de los ángeles faroleros. Aunque años después el enchapado fue retirado y actualmente se puede observar solo la estructura de madera tallada.

## Nuestra Señora de la Nube
El lienzo de Nuestra Señora de la Nube fue colocado en el reverso de las sagradas andas del Señor de los Milagros, recién en el año de 1985, pintado por el artista Don Carlos Raez Vilcahuamán en la Iglesia de las Nazarenas de Lima. Advocación quiteña, es fiel homenaje al país de origen de Madre Antonia Lucía del Espíritu Santo, la fundadora del Monasterio de Las Nazarenas.
En el lienzo, la Virgen está representada rodeada toda de nubes blancas, llevando en la mano izquierdo el ramo de lirios y azucenas, y en la derecha al Niño Jesús quien a su vez lleva en las manos el mundo. Bajo los pies de Nuestra Señora se halla la media luna de plata, y ante ella en posición orante, el obispo Sancho Andrade y Figueroa. La Virgen lleva una corona de plata circundada por las doce estrellas.

## Hermandad del Señor de los Milagros de Chilca (H.S.M.CH)
La H. S. M. CH es una asociación religiosa, fundada oficialmente el 30 de octubre de 1975, por el párroco Padre Max Cuadros y las familias Vilcahuamán y Raez junto a un grupo de vecinos y devotos del Cristo Moreno. Está integrada por alrededor de 150 miembros divididos en 6 cuadrillas de Cargadores y un grupo de Sahumadoras. Esta institución está dirigida por una hermana Presidenta y un Directorio General. La Hermandad se encarga de difundir la fiesta y la procesión de Nuestro Señor de los Milagros, siendo ellos los que llevan sobre sus hombros la sagrada imagen por las principales calles del distrito de Chilca.